# غراهام الكسندر
غراهام الكسندر (بالإنجليزية: Graham Alexander)‏ هو مغن مؤلف أمريكي، ولد في 2 مايو 1989 في كامدن في الولايات المتحدة.